# Britomart Transport Centre
Das Britomart Transport Centre ist ein Bahnhof und Nahverkehrsknotenpunkt in Auckland, der größten Stadt Neuseelands. Er wurde im Juli 2003 eröffnet.

## Beschreibung
Als Empfangsgebäude dient das ehemalige Hauptpostamt (engl. Chief Post Office) in der Queen Street. Die Bahnanlagen wurden neu unterirdisch errichtet und erstrecken sich östlich des Gebäudes. Der Zugverkehr wird über fünf Bahnsteige abgewickelt. Der Bahnhof ist teils als Kopfbahnhof angelegt und der nördliche Endpunkt der North Island Main Trunk Railway. Außerdem ist der Bahnhof Ausgangspunkt der Bahnstrecke Auckland–Newmarket, die den Bahnhof mit der North Auckland Line verbindet. Die Züge erreichen den Bahnhof von Osten über einen 426 Meter langen, zweigleisig ausgebauten Tunnel.
Alle Linien des Schienenpersonennahverkehrsnetzes von Auckland haben hier ihren Ausgangspunkt um die Vororte im Osten, Süden und Westen zu erschließen. Viele Stadtbuslinien haben hier ihren Ursprung. Einige Haltestellen befinden sich auf dem Queen Elizabeth II Square gegenüber dem Empfangsgebäude. Der Terminal der Personenfähren ist fußläufig erreichbar.
Der Bahnhof gehört der Stadtverwaltung. Das Eisenbahnverkehrs- und -infrastrukturunternehmen Kiwi Rail besitzt und betreibt die Bahnanlagen.
Planungen sehen eine neue Tunnelverbindung in westlicher Richtung vor, die den Bahnhof mit der Bahnstrecke Auckland–Opua beim Bahnhof Mount Eden verbinden soll. Der sogenannte City Rail Link würde die Anbindung der Züge der dort verkehrenden Western Line an die Innenstadt von Auckland verbessern und damit zu kürzeren Reisezeiten führen. Außerdem wird die Kapazität des Bahnhofes von 20 auf dann 48 Züge pro Stunde erhöht, da es sich dann um einen Durchgangsbahnhof handelt. Zwei weitere Stationen Aotea und Karangahape Road sind geplant.

## Geschichte
Der Name Britomart leitet sich von Point Britomart ab, einer ehemaligen Landspitze im Waitematā Harbour, auf der der Bahnhof errichtet wurde. Die Landspitze wurde im Zuge von Landgewinnungsmaßnahmen abgetragen. Die Maßnahmen waren 1883 beendet.
An der Stelle des Bahnhofes gab es schon einmal einen Hauptbahnhof von Auckland. Am 30. November 1885 wurde die Station mit einem Hauptgebäude an der Galway Street an der Südseite des heutigen Britomart Transport Centres eingeweiht. Ein Teil des Bahngeländes wurde später für das Hauptpostamt, das heute als Empfangsgebäude dient, verwendet. Das Hauptpostamt wurde am 20. November 1912 eröffnet und als solches bis 1988 genutzt.
Im Jahr 1930 wurde an der Beach Road ein neuer Bahnhof Auckland in Betrieb genommen und ersetzte den an der Queen Street gelegenen. Das Gelände des alten Bahnhofes wurde ab 1937 als Busbahnhof und ab 1958 auch als Parkplatz genutzt. Bereits bei seiner Eröffnung galt der Bahnhof an der Beach Road als zu weit entfernt von der Innenstadt.
Um u. a. den öffentlichen Nahverkehr zu verbessern, wurde das Britomart Transport Centre errichtet. Einbezogen wurde das alte Hauptpostamt, das seit 1988 leer stand. Der Bau begann im Oktober 2001 und kostete 211 Millionen NZ$. Die Fertigstellung erfolge im Juli 2003.
Der Bahnhof Auckland an der Beach Road wurde geschlossen. Ein Bahnsteig wird als Haltepunkt The Strand für den Fernverkehrszug Northern Explorer nach Wellington sowie für Sonderfahrten weiter genutzt.
2011 wurde mit den 120 m² großen Britomart East Complex Green Walls die größte Fassadenbegrünung Neuseelands eingeweiht.

## Fotogalerie

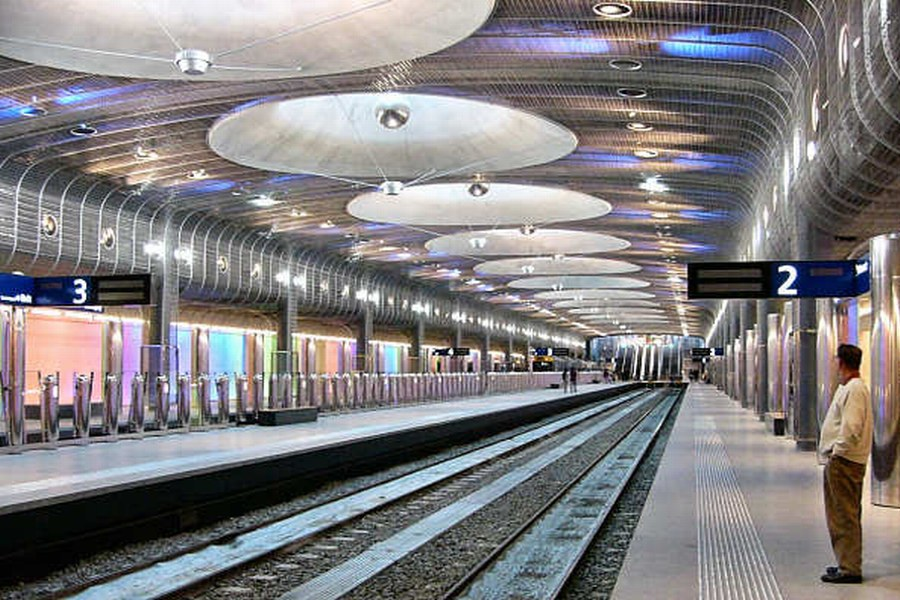
Bahnsteige des Britomart Transport Centre
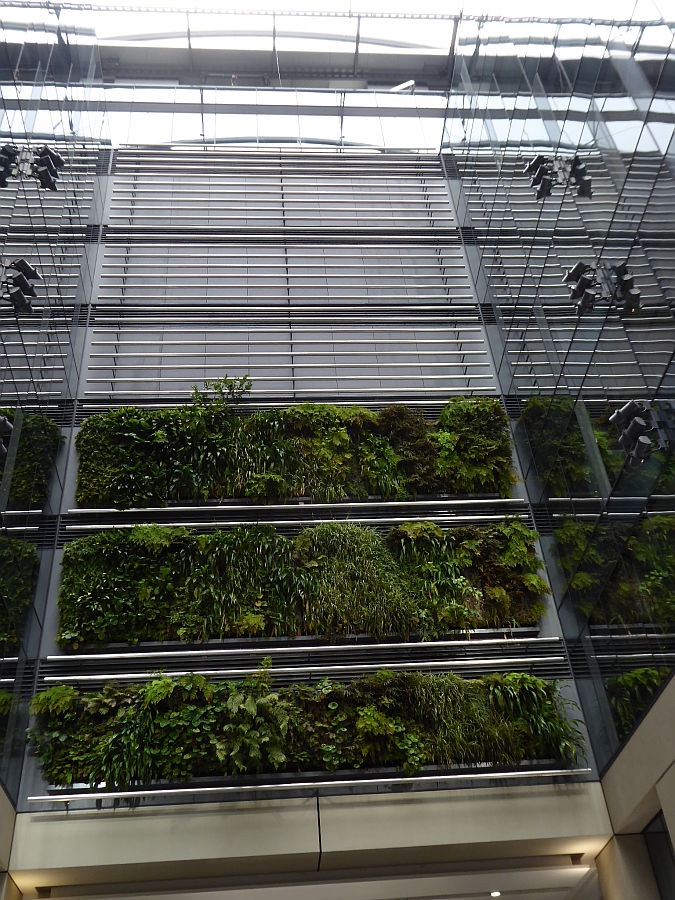
Fassadenbegrünung